# 2016年8月奎达袭击
2016年8月8日在巴基斯坦俾路支省首府奎达一家公立医院发生自杀式爆炸和枪击的恐怖袭击，结果造成93人死亡，130多人受伤。俾路支省律师协会主席比拉勒·安瓦尔·卡西当天早晨在上班途中遭不明身份枪手袭击身亡，他的遗体刚被送往这家医院。多名律师和记者正在医院悼念和采访时，一名自杀式袭击者在急诊室外引爆炸弹。伊斯兰组织巴基斯坦塔利班分支自由大会和伊斯兰国各自声称对袭击负责。

## 事件
2016年8月8日早晨，俾路支省律师协会主席拉勒·安瓦尔·卡西律师离家前往办公室，在Manno Jan路Mengal集市遭遇袭击。他的遗体被送到公立医院进行尸检，许多律师纷纷赶来，医院挤满了悼念者。就在此时，医院发生了一起疑似自杀式炸弹袭击，接着发生了枪击，导致多人死亡和受伤。
在奎达医院遭遇袭击和紧急情况后，警方和边境兵团接管了该地区。医院周围发现了手机干扰器。警方表示，这是袭击者惯用手法，以此阻碍现场警方获取有关事态最新消息。排爆队报告说，袭击中使用了8到9公斤的爆炸物。25名律师和两名分别来自Aaj 新闻和黎明新闻的记者死于袭击，伤者中也包括许多律师和记者。

### 袭击者
巴基斯坦塔利班和伊斯兰极端组织（ISIS）已声称对袭击事件负责。最初，伊斯兰国声称对袭击负责，“一名来自伊斯兰国的烈士，在奎达市司法部官员和巴基斯坦警察的一次集会上引爆了炸弹腰带。”然而，巴基斯坦武装组织巴基斯坦塔利班的一个分支自由大会，也声称对袭击卡西律师和医院爆炸负责。该组织称将会发动更多袭击，“直至巴基斯坦实行伊斯兰制度”。
三军公共关系援引陆军参谋长拉希勒·谢里夫的话说，这次袭击是针对中國－巴基斯坦經濟走廊。

## 反应

### 巴政府
总理納瓦茲·謝里夫和总统马姆努恩·侯赛因谴责这次袭击，并对在袭击中的遇难者表示哀悼。政府宣布为期三天的哀悼日，政府大楼的巴基斯坦国旗将降半旗。
俾路支省首席部长泽瑞（萨纳乌拉·泽里）称，爆炸的初步调查已经完成，爆炸类型得以确认，认为印度情报机构研究分析室（RAW）和阿富汗情报机构国际安全局（NDS）涉及此次在奎达发生的袭击，称印度一直在为恐怖组织提供资金支持，图谋破坏俾路支省和平环境。内政部长布格蒂称，政府有证据证实RAW在俾路支省为煽动暴力恐怖分子提供资金。巴基斯坦前总统佩尔韦兹·穆沙拉夫重申了这一指控。

### 巴军方
巴基斯坦国家行动计划（NAP）召开了一个审查会议，以审查国家反恐行动计划的实施情况。由来自联邦和各省政府的安全机构高级官员组成了一个工作组将监督计划实施进展。

### 国际
联合国秘书长潘基文、美国白宫新闻秘书喬許·歐內斯特、阿富汗总统阿什拉夫·加尼和法国总统弗朗索瓦·奥朗德都对袭击表示谴责。巴基斯坦和英国板球队在他们的第四场比赛开始前默哀一分钟。双方队员都戴着黑纱，表示与受害者团结在一起。
社交网站Facebook推出了报平安功能，使人们能够标记自己的安全状态。